# Rede Difusora Pai Eterno
Rede Difusora Pai Eterno, anteriormente Rede Pai Eterno, foi uma rede de rádios brasileira pertencente a comunidade do Divino Pai Eterno, a Associação Filhos do Pai Eterno (AFIPE), sediada em Goiânia. Lançada em 2013, recebe este nome devido a parceria com a Rádio Difusora de Goiânia.
Sua programação é constituída por novenas, missas, músicas selecionadas e participação de ouvintes, para levar uma mensagem atual de fé, esperança e unidade aos seus ouvintes todos os dias.

## História
A Rede Pai Eterno teve início em março de 2012, com o lançamento da Vox Patris FM em Goiânia, inaugurando uma nova frequência no dial da região. O lançamento oficial ocorreu durante a Romaria 2013 promovida pela Associação Filhos do Pai Eterno.
Inicialmente contava com emissoras locais parceiras da Associação Filhos do Pai Eterno (Afipe), em comunhão com as dioceses e arquidioceses: as rádios Voz da Vida, em Criciúma (SC), e Vale, em Rubiataba (GO), além das rádios Pai Eterno Brasília, Piracanjuba, Nova América, Firminópolis, Jaboticabal, Ribeirão Preto e Presidente Prudente.
Em 2016, a Vox Patris FM se uniu com a Rádio Difusora de Goiânia e passou a ser a geradora da rede, que passou a ser transmitida tanto em AM quanto em FM.
No final de março de 2019, a Rádio Difusora (através da Fundação Padre Pelágio) emite comunicado durante sua programação anunciando o fim da parceria com a Associação Filhos do Pai Eterno para transmissão da emissora no dial FM de Goiânia e em frequências do interior de São Paulo. O último dia de transmissão em rede será em 31 de março.